# 갑옷바퀴속
갑옷바퀴속(영어: wood roaches, brown-hooded cockroaches, Cryptocercus)은 망시상목의 속이며, 갑옷바퀴과의 유일한 속이다. 이 바퀴벌레들은 아사회성이며, 유충은 상당한 부모와의 상호작용을 필요로 한다. 이들은 나무를 먹는 흰개미들과 내장 박테리아의 종류가 비슷하여, 흰개미가 사회성 바퀴벌레에서 진화했다는 유전적인 근연성의 증거로 여겨진다.
갑옷바퀴속은 특히 흰개미와 비슷한 특징을 많이 공유하고 있으며, 계통학적 연구를 통해 갑옷바퀴속이 흰개미와의 근연성이 다른 바퀴벌레보다 크다는 것이 밝혀졌다.

## 하위 종
북아메리카와 아시아에서 발견되며, 12종이 알려져 있다. 한국에는 갑옷바퀴와 가시바퀴 2종이 분포한다:
- 클리블랜드갑옷바퀴 Cryptocercus clevelandi Byers, 1997
- 다윈갑옷바퀴 Cryptocercus darwini Burnside, Smith, Kambhampati, 1999
- 가르시아갑옷바퀴 Cryptocercus garciai Burnside, Smith, Kambhampati, 1999
- Cryptocercus hirtus Grandcolas, Bellés, 2005
- 갑옷바퀴 Cryptocercus kyebangensis Grandcolas, 2001
- Cryptocercus matilei Grandcolas, 2000
- Cryptocercus meridianus Grandcolas, Legendre, 2005
- Cryptocercus parvus Grandcolas, Park, 2005
- Cryptocercus primarius Bey-Bienko, 1938
- 갈색머리갑옷바퀴 Cryptocercus punctulatus Scudder, 1862
- 가시바퀴 Cryptocercus relictus Bey-Bienko, 1935
- Cryptocercus wrighti Burnside, Smith, Kambhampati, 1999